# Hannover uralkodóinak listája

Hannover címere

Ezen a lapon Hannover uralkodóinak listája található a hannoveri tartomány megszületésétől, 1692-től egészen napjainkig, amikor is a hannoveri királyi címet már csak címzetesen viselik. A hannoveri állam eredetileg a braunschweigi részfejedelemségek összeolvadásából született meg mint Hannoveri vagy Braunschweig–Lüneburgi Választófejedelemség.

## Hannoveri Választófejedelemség (1692–1814)
| Kép | Uralkodó                                | Uralkodási idő | Élt          | Megjegyzés |
| --- | --------------------------------------- | -------------- | ------------ | --- |
|     | Ernő Ágost hannoveri választófejedelem  | 1692–1698      | * 1629 †1698 | Braunschweig–Calenberg–Göttingen fejedelme, Braunschweig–Lüneburg avagy Hannover választófejedelme, Osnabrück hercegérseke. |
|     | I. György hannoveri választófejedelem   | 1698–1727      | * 1660 †1727 | Braunschweig–Lüneburg avagy Hannover választófejedelme, az Egyesült Királyság uralkodója.                                   |
|     | II. György hannoveri választófejedelem  | 1727–1760      | * 1683 †1760 | Braunschweig–Lüneburg avagy Hannover választófejedelme, az Egyesült Királyság uralkodója.                                   |
|     | III. György hannoveri választófejedelem | 1760–1806      | * 1738 †1820 | Braunschweig–Lüneburg avagy Hannover választófejedelme és királya, az Egyesült Királyság uralkodója.                        |

| 1806–1814 között a Hannoveri Választófejedelemség francia megszállás alatt volt. |
| -------------------------------------------------------------------------------- |

## Hannoveri Királyság (1814–1866)
| Kép | Uralkodó                       | Uralkodási idő | Élt          | Megjegyzés                                                                                           |
| --- | ------------------------------ | -------------- | ------------ | --- |
|     | III. György hannoveri király   | 1814–1820      | * 1738 †1820 | Braunschweig–Lüneburg avagy Hannover választófejedelme és királya, az Egyesült Királyság uralkodója. |
|     | IV. György hannoveri király    | 1820–1830      | * 1762 †1830 | Hannover királya, az Egyesült Királyság uralkodója.                                                  |
|     | I. Vilmos hannoveri király     | 1830–1837      | * 1765 †1837 | Hannover királya, az Egyesült Királyság uralkodója.                                                  |
|     | I. Ernő Ágost hannoveri király | 1837–1851      | * 1771 †1851 | |
|     | V. György hannoveri király     | 1851–1866      | * 1819 †1878 | Hannover utolsó királya.                                                                             |

| 1866–1918 között a Hannoveri Királyság porosz megszállás alatt volt. |
| -------------------------------------------------------------------- |

### Hannoveri címzetes Királyság (1866–napjainkig)
| Kép | Uralkodó                                  | Uralkodási idő | Élt          | Megjegyzés                                                   |
| --- | ----------------------------------------- | -------------- | ------------ | ------------------------------------------------------------ |
|     | V. György hannoveri király                | 1851–1878      | * 1819 †1878 | Hannover utolsó királya.                                     |
|     | II. Ernő Ágost címzetes hannoveri király  | 1878–1923      | * 1845 †1923 | Hannover címzetes királya, Cumberland és Teviotdale hercege. |
|     | III. Ernő Ágost címzetes hannoveri király | 1923–1953      | * 1887 †1953 | Hannover címzetes királya, Braunschweig uralkodó hercege.    |
|     | IV. Ernő Ágost címzetes hannoveri király  | 1953–1987      | * 1914 †1987 |                                                              |
|     | V. Ernő Ágost címzetes hannoveri király   | 1987–          | * 1954       |                                                              |